# Пеньск
Пеньск (пол. Pieńsk), Пенциг (нем. Penzig) — город в Польше, входит в Нижнесилезское воеводство, Згожелецкий повят. Имеет статус городско-сельской гмины. Занимает площадь 9,9 км². Население 6036 человек (на 2007 год).